# NGC 2223
NGC 2223 is een balkspiraalstelsel in het sterrenbeeld Grote Hond. Het hemelobject werd op 23 januari 1835 ontdekt door de Britse astronoom John Herschel.

## Synoniemen
- ESO 489-49
- MCG -4-16-2
- UGCA 129
- AM 0622-224
- IRAS 06224-2248
- PGC 18978